# Aéroport de Lages
Ne doit pas être confondu avec Base aérienne de Lajes.
L'aéroport de Lages aussi appelé aéroport Antonio Correia Pinto de Macedo (code IATA : LAJ • code OACI : SBLJ), est l'aéroport desservant la ville de Lages au Brésil.

## Compagnies aériennes et destinations
| Compagnies              | Destinations |
| ----------------------- | ------------ |
| Azul Brazilian Airlines | Campinas     |

## Accès
L'aéroport est situé à 6 km du centre-ville de Lages.